# タイムプレイ
タイムプレイとは、野球またはソフトボールにおいて、フォースプレイによらない走者の第3アウトと、別の走者の得点とのどちらが早かったかを審判員が判定しなくてはならないプレイをいう。

## 概要
公認野球規則では、当該イニングにおける第3アウトが成立しても、それよりも先に走者が本塁に到達していれば走者の得点が認められることが明記されている。そのため審判員は、第3アウト成立に至るプレイ中に本塁到達を目指す走者がいた場合、その走者にアピールプレイが残っているか否かに関係なく、走者の本塁到達と第3アウトの成立とのどちらが早かったかを明示しなければならない。
タイムプレイが発生することが予想される状況では、少なくとも一人の審判員は2ヶ所で起こるプレイを同時に見ることができる場所に位置し、どちらが先であったかを判定する必要がある。公認野球規則内では「タイムプレイ」という語句は用いられていないが、主として審判員の間で、第3アウトと得点が同時期に発生する際のプレイを指す用語・俗語としてしばしば用いられる。
ただし、第3アウトが以下の場合には例外として得点が記録されない。
- 打者走者が一塁に触れる前にアウトにされたとき。
- 他の走者がフォースアウトされたとき。
- 前位の走者が、塁を空過していたこと、あるいは飛球またはライナーの打球が捕らえられた後にリタッチを果たさなかったことをアピールされてアウトにされたとき。

## 具体例
その1
- 二死一塁で、打者は右中間を抜ける長打性の安打を放った。一塁走者は二塁・三塁と回って本塁を目指した。外野からの返球をカットした一塁手は、打者走者が二塁へ向かっていることを確認し本塁ではなく二塁をカバーしていた遊撃手に送球。打者走者は二塁の寸前で触球されアウトとなった。
  - 打者走者がアウトになるより先に一塁走者が本塁に触れていれば、得点は認められる。

その2
- 一死一・三塁で、打者は一塁方向へゴロを打った。一塁手はこれを捕るとそのまま一塁を踏んで打者走者をアウトにし、二塁に向かっている一塁走者もアウトにしようと二塁に送球した。この間に三塁走者は本塁へ向かった。一・二塁間に挟まれた一塁走者は遊撃手に触球されアウトになった。
  - 一塁走者は打者走者が先にアウトになったことによりフォースの状態を解除されているため、一塁走者のアウトより先に三塁走者が本塁に触れていれば、得点は認められる。ただしこの例では、打者には併殺打が記録されるため、三塁走者の得点が認められていても打者に打点は記録されない。

その3
- 一死二・三塁で、打者は左翼方向への大飛球を打った。三塁走者がタッグアップに備え帰塁した一方で、二塁走者は左翼手が捕球できないと判断してスタートを切った。左翼手は捕球に成功し、三塁走者はタッグアップして本塁に向かった。大きく離塁していた二塁走者はリタッチのため二塁へ逆走したが、左翼手の本塁への送球をカットした遊撃手は二塁走者が帰塁できていないことを確認して二塁をカバーしていた二塁手に送球。二塁手が二塁に触球したため審判員はアウトを宣告した。
  - 二塁走者は塁に触球されるだけでアウトとなるのでフォースアウトと混同されやすいが、このアウトはリタッチの義務が果たされていないことに対するアピールプレイによるものであるため[3]、二塁走者のアウトより先に三塁走者が本塁に触れていれば、得点は認められる。
  - なお先述の通り、審判員はタイムプレイの判定に際して走者にアピールプレイが残っているか否かに関係なくその得点の有効無効を判定するため、仮に三塁走者が「リタッチしなかった」「離塁が早かった」などの反則を犯して進塁していたとしてもその本塁到達が第3アウトより早ければ得点は認められることとなる。ただし、守備側がこの三塁走者の反則を確認できていた場合は、第3アウト成立後に改めて三塁でアピールすることで第3アウトの置き換えを行い、得点を無効とすることができる[4]（「第4アウト」の項も参照）。